# Dmitri Jakovenko

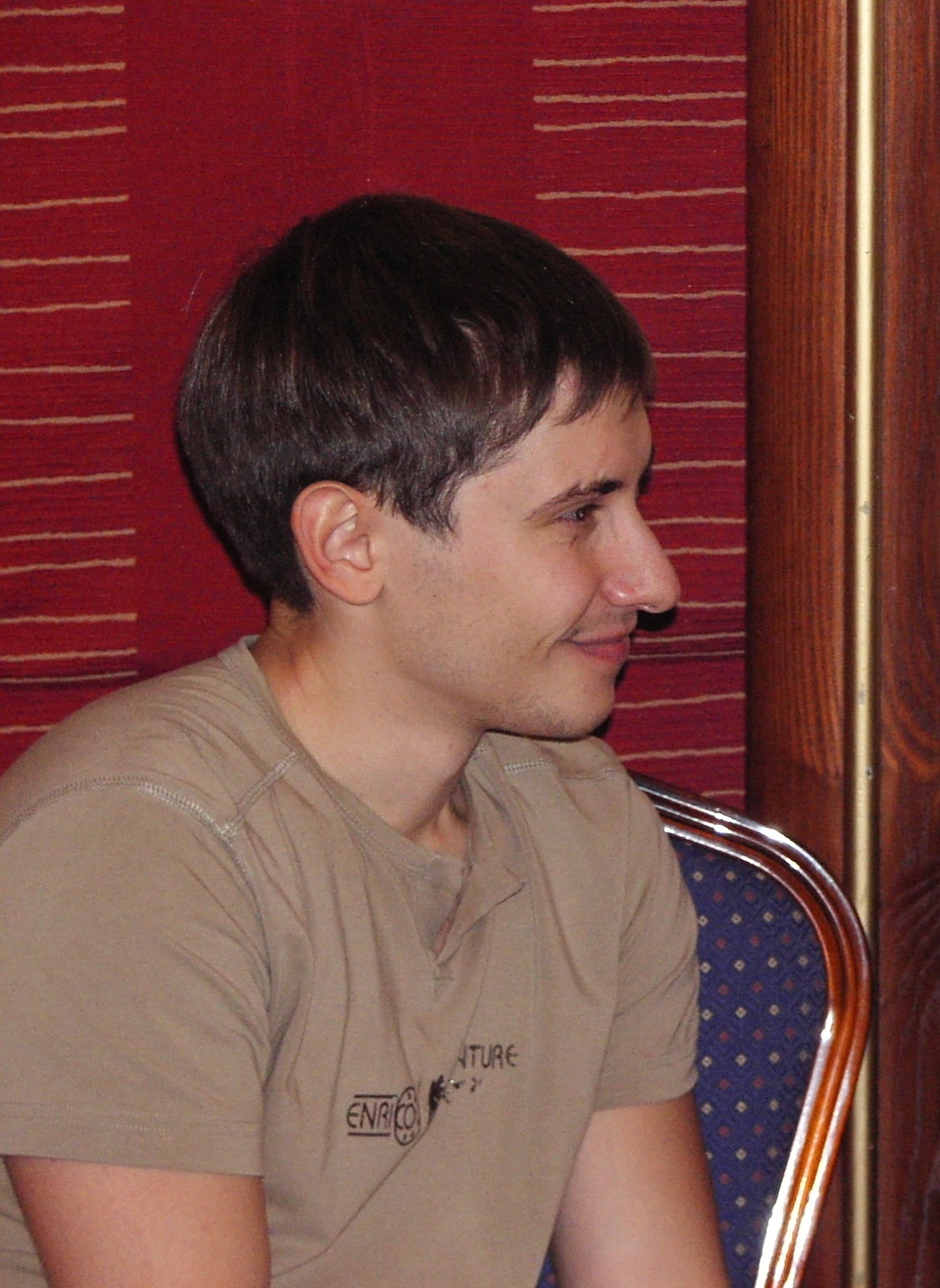
Dmitri Jakovenko in 2007

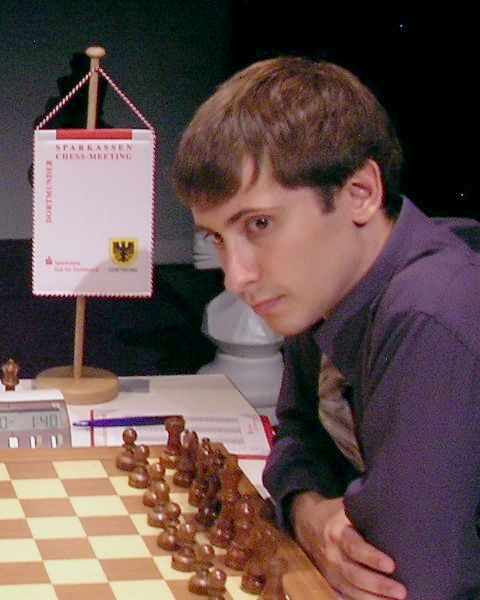
Jakovenko in Dortmund, 2009

Dmitri Olegovitsj Jakovenko, Russisch: Дмитрий Олегович Яковенко, (Nizhnevartovsk/Omsk, 28 juni 1983) is een Russische schaker. Hij is sinds 2001 een grootmeester (GM). In 2012 was hij Europees kampioen. 

## Schaakcarrière
Jakovenko leerde op driejarige leeftijd van zijn vader schaken en kreeg later training van Alexander Nikitin, de voormalige trainer van Garri Kasparov. Op veertienjarige leeftijd behaalde hij de titel Internationaal Meester (IM).
- In 1999 werd hij in Oropesa del Mar tweede op het Wereldkampioenschap schaken voor jeugd tot 16 jaar.[3]
- In 2001 won hij in Oropesa del Mar het WK voor jeugd in de categorie tot 18 jaar.[4]
- In 2001 won hij ook het Saint-Vincent Open.[5]
- In het Open toernooi van Pardubice in 2002 werd hij gedeeld eerste.
- In 2005 won hij overtuigend in Montreal.
- In september 2005 speelde hij mee in de semi-finale om het kampioenschap van Rusland die in Kazan gespeeld werd. Jakovenko eindigde met 6 punten op een gedeelde derde plaats. Uiteindelijk werd hij eind december 2005 gedeeld tweede op het kampioenschap van Rusland.[6]
- Tussen 2005 en 2013 kwalificeerde hij zich voor alle toernooien om de Wereldbeker schaken. In 2007 en in 2009 wist hij de kwartfinale te bereiken.
- In 2006 werd hij gedeeld eerste op het kampioenschap van Moskou.
- In 2006 werd hij gedeeld eerste op het schaakkampioenschap van Rusland, maar verloor de snelschaak-playoff van Jevgeni Aleksejev, die daarmee het kampioenschap won.[7]
- Hij werd tweede op het Pamplona-toernooi 2006/2007, in groep B van het Corustoernooi in Wijk aan Zee in 2007 (achter Pavel Eljanov)[8] en bij het Aeroflot Open 2007 in Moskou (achter Jevgeni Aleksejev)[9].
- In 2007[10], 2012[11] en 2018[12] won hij het Anatoli Karpov internationaal toernooi in Pojkovsky, Chanto-Mansië, Rusland.
- In januari 2009 was zijn Elo-rating 2760. Op de FIDE Wereldranglijst van juli 2009 stond Jakovenko op de vijfde plaats, en werd hij in plaats van Vladimir Kramnik de Russische schaker met de hoogste rating (Kramnik herkreeg zijn positie in september 2009).[13]
- In juli 2009 nam Jakovenko deel aan het "Dortmund Sparkassen" Schaakfestival, waarbij hij evenals Peter Leko en Magnus Carlsen 5½ pt. uit 10 behaalde, een punt achter de winnaar Kramnik. Via tiebreak werd hij vierde.[14][15]
- In 2012 won hij in Plovdiv bij de mannen het Europees kampioenschap schaken, met 8½ pt. uit 11.[16]
- In maart 2013 kreeg hij de eretitel Geëerde Meester in de Sport in Rusland.
- Hij won in 2013 het knockout-toernooi om de Beker van Rusland,[17] en vervolgens ook in 2014,[18] 2016[19][20] en 2017.[21]
- In december 2014 werd Jakovenko tweede, achter Igor Lysyj, in de Superfinale van het 67e Russisch kampioenschap in Kazan.[22]
- In 2015 werd Jakovenko gedeeld eerste met Hikaru Nakamura en Fabiano Caruana in de finale van de FIDE Grand Prix 2014–15, gehouden in Chanty-Mansiejsk, met de score 6½ pt. uit 11.[23] Via tiebreak verkreeg hij de eerste plaats,[24][25] en de derde plaats in de totaal-ranglijst van de Grand Prix, met 310 punten.[26]
- In november 2017 werd Jakovenko gedeeld eerste met Levon Aronian in de eindfase van de FIDE Grand Prix 2017, die plaatsvond in Palma, Mallorca. Via de tiebreak was hij eerste.[27]
- In 2018 werd Jakovenko gedeeld 1e-2e in de Superfinale van het 71e Russische kampioenschap in Satka, oblast Tsjeljabinsk. In de rapid-playoff verloor hij van Dmitry Andreikin en werd daardoor uiteindelijk tweede.[28]

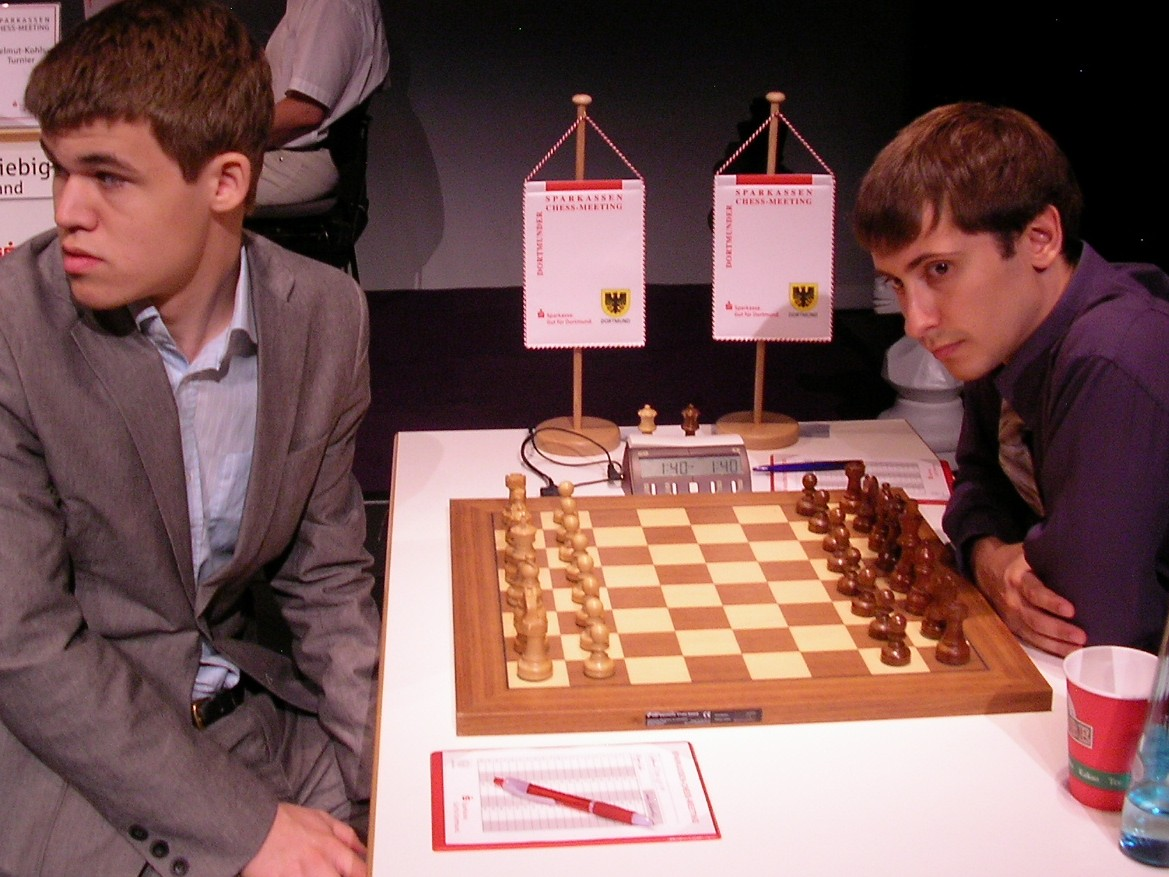
Magnus Carlsen - Dmitri Jakovenko
Dortmunder Schachtage 2009

## Nationale teams
- Hij nam in 2009/2010 en in 2015 deel aan het WK landenteams, dat hij in 2009/2010 met het Russische team won.[29]
- In 2007, 2009 en 2015 was hij lid van het Russische team dat deelnam aan het EK landenteams. In 2007 en 2015 won hij het toernooi met het team en had ook de beste individuele score als reservespeler. In 2009 behaalde hij met het team de tweede plaats.[30]
- Jakovenko nam drie keer met het Russische team deel aan een Schaakolympiade, in 2008 en 2012 als reservespeler, in 2010 aan het eerste bord van het derde Russische team. Hij bereikte in 2008 en 2012 de beste individuele score van alle reservespelers.[31]

## Schaakverenigingen
Jakovenko won de Russische competitie voor verenigingen in 2004, 2005, 2007 en 2009 met Tomsk-400. In 2010 ging hij spelen voor Jugra Chanty-Mansijsk. Met Tomsk won hij in 2005 en in 2006 ook de European Club Cup.
In de Duitse bondscompetitie speelde  hij in seizoen 2007/08 voor SV Mülheim-Nord, vanaf seizoen 2014/15 ging hij spelen voor SK Schwäbisch Hall. In Spanje speelde hij van 2006 tot 2008 voor Cuna de Dragones Ajoblanco Mérida, in Frankrijk voor Clichy-Echecs 92, waarmee hij in 2007, 2008, 2013 en 2014 kampioen van Frankrijk werd, in China speelde hij in 2012 voor Chengdu Bank en in 2017 voor Hangzhou Bank.